# Hank Locklin
Hank Locklin (ur. 15 lutego 1918 w McLellan, zm. 8 marca 2009 w Brewton) – amerykański piosenkarz country i autor tekstów.

## Dyskografia

### Albumy
| Rok  | Album                                                                    | US Country | Wytwórnia  |
| ---- | ------------------------------------------------------------------------ | ---------- | ---------- |
| 1958 | Foreign Love                                                             |            | RCA Victor |
| 1960 | Please Help Me I'm Falling                                               |            | RCA Victor |
| 1962 | Happy Journey                                                            |            | RCA Victor |
| 1962 | A Tribute to Roy Acuff – King of Country Music                           |            | RCA Victor |
| 1963 | The Ways of Life                                                         |            | RCA Victor |
| 1964 | Irish Songs, Country Style                                               |            | RCA Victor |
| 1964 | Hank Locklin Sings Hank Williams                                         |            | RCA Victor |
| 1965 | Hank Locklin Sings Eddy Arnold                                           |            | RCA Victor |
| 1965 | Once Over Lightly                                                        |            | RCA Victor |
| 1965 | The Best of Hank Locklin                                                 |            | RCA Victor |
| 1966 | The Girls Get Prettier                                                   | 26         | RCA Victor |
| 1966 | The Gloryland Way (z The Imperials)                                      |            | RCA Victor |
| 1967 | Send Me the Pillow You Dream On                                          |            | RCA Victor |
| 1967 | Nashville Women                                                          | 36         | RCA Victor |
| 1968 | Country Hall of Fame                                                     | 20         | RCA Victor |
| 1968 | My Love Song for You                                                     | 40         | RCA Victor |
| 1969 | Softly                                                                   | 32         | RCA Victor |
| 1969 | Lookin' Back                                                             |            | RCA Victor |
| 1970 | Hank Locklin with Danny Davis and the Nashville Brass (z Dannym Davisem) |            | RCA Victor |
| 1970 | Bless Her Heart…I Love Her                                               |            | RCA Victor |
| 1972 | Mayor of McLellan Florida                                                |            | RCA Victor |
| 1975 | Hank Locklin                                                             |            | MGM        |
| 1976 | Golden Hits                                                              |            | Plantation |
| 1977 | There Never Was a Time                                                   |            | Plantation |
| 2004 | Generations in Song                                                      |            | Coldwater  |
| 2006 | By the Grace of God: The Gospel Album                                    |            | Yell       |

### Single
| Rok  | Singiel                                                 | Pozycja na liście przebojów | Pozycja na liście przebojów | Album                                                 |
| Rok  | Singiel                                                 | Hot Country Songs           | Hot 100                     | Album                                                 |
| ---- | ------------------------------------------------------- | --------------------------- | --------------------------- | ----------------------------------------------------- |
| 1949 | „The Same Sweet Girl"                                   | 8                           |                             | Tylko single                                          |
| 1949 | „Knocking at Your Door"                                 |                             |                             | Tylko single                                          |
| 1949 | „Send Me the Pillow You Dream On"                       |                             |                             | Tylko single                                          |
| 1949 | „Our Love Will Show the Way"                            |                             |                             | Tylko single                                          |
| 1950 | „Fifty Miles of Elbow Room"                             |                             |                             | Tylko single                                          |
| 1950 | „Midnight Tears"                                        |                             |                             | Tylko single                                          |
| 1950 | „Paper Face”                                            |                             |                             | Tylko single                                          |
| 1950 | „Come Share the Sunshine with Me”                       |                             |                             | Tylko single                                          |
| 1950 | „Holy Train”                                            |                             |                             | Tylko single                                          |
| 1950 | „No One's Sweeter Than You”                             |                             |                             | Tylko single                                          |
| 1950 | „Year of Time”                                          |                             |                             | Tylko single                                          |
| 1951 | „Song of the Whispering Leaves”                         |                             |                             | Tylko single                                          |
| 1951 | „Your House of Love Won't Stand”                        |                             |                             | Tylko single                                          |
| 1951 | „Crazy Over You”                                        |                             |                             | Tylko single                                          |
| 1951 | „Stumpy Joe”                                            |                             |                             | Tylko single                                          |
| 1952 | „Tell Me You Love Me”                                   |                             |                             | Tylko single                                          |
| 1952 | „Down Texas Way”                                        |                             |                             | Tylko single                                          |
| 1952 | „Harvest Is Ripe”                                       |                             |                             | Tylko single                                          |
| 1952 | „Who Is Knocking at My Heart”                           |                             |                             | Tylko single                                          |
| 1953 | „Alone at the Table for Two”                            |                             |                             | Tylko single                                          |
| 1953 | „Crazy Over You”                                        |                             |                             | Tylko single                                          |
| 1953 | „Let Me Be the One”                                     | 1                           |                             | Tylko single                                          |
| 1955 | „Your Heart Is an Island”                               |                             |                             | Tylko single                                          |
| 1955 | „Who Am I to Cast First Stone”                          |                             |                             | Tylko single                                          |
| 1956 | „Why Baby Why”                                          | 9                           |                             | Tylko single                                          |
| 1956 | „Good Woman's Love”                                     |                             |                             | Tylko single                                          |
| 1956 | „Seven or Eleven”                                       |                             |                             | Tylko single                                          |
| 1956 | „She's Better Than Most”                                |                             |                             | Tylko single                                          |
| 1957 | „Fourteen Karate Gold”                                  |                             |                             | Tylko single                                          |
| 1957 | „Goin' Home All by Myself”                              |                             |                             | Tylko single                                          |
| 1957 | „Geisha Girl”                                           | 4                           | 66                          | Foreign Love                                          |
| 1957 | „Livin' Alone”                                          | flip                        |                             | Please Help Me, I'm Falling                           |
| 1958 | „Send Me the Pillow You Dream On”                       | 5                           | 77                          | Please Help Me, I'm Falling                           |
| 1958 | „It's a Little More Like Heaven”                        | 3                           |                             | Please Help Me, I'm Falling                           |
| 1958 | „Blue Grass Skirt”                                      | flip                        |                             | Foreign Love                                          |
| 1958 | „That Inner Glow”                                       |                             |                             | Tylko single                                          |
| 1958 | „I Gotta Talk to Your Heart”                            |                             |                             | Tylko single                                          |
| 1959 | „Foreign Car"                                           |                             |                             | Please Help Me, I'm Falling                           |
| 1959 | „Border of the Blues”                                   |                             |                             | Tylko singiel                                         |
| 1959 | „Blues in Advance”                                      |                             |                             | Please Help Me, I'm Falling                           |
| 1960 | „Please Help Me, I'm Falling”                           | 1                           | 8                           | Please Help Me, I'm Falling                           |
| 1961 | „One Step Ahead of My Past”                             | 14                          |                             | Tylko single                                          |
| 1961 | „From Here to There to You”                             | 12                          |                             | Tylko single                                          |
| 1961 | „You're the Reason”                                     | 14                          | 107                         | Happy Journey                                         |
| 1961 | „Happy Birthday to Me”                                  | 7                           |                             | Happy Journey                                         |
| 1962 | „Happy Journey”                                         | 10                          |                             | Happy Journey                                         |
| 1962 | „We're Gonna Go Fishin'”                                | 14                          |                             | The Ways of Life                                      |
| 1962 | „Wabash Cannonball”                                     |                             |                             | A Tribute to Roy Acuff                                |
| 1963 | „Flyin' South”                                          | 23                          |                             | Tylko single                                          |
| 1964 | „Wooden Soldier”                                        | 41                          |                             | Tylko single                                          |
| 1964 | „Followed Closely by My Teardrops”                      | 15                          |                             | Tylko single                                          |
| 1964 | „I Was Coming Home to You”                              |                             |                             | Tylko single                                          |
| 1965 | „I'm Blue"                                              |                             |                             | Tylko single                                          |
| 1965 | „Forty Nine, Fifty One”                                 | 32                          |                             | Tylko single                                          |
| 1966 | „The Girls Get Prettier (Every Day)”                    | 35                          |                             | The Girls Get Prettier                                |
| 1966 | „Insurance”                                             | 48                          |                             | Tylko singiel                                         |
| 1966 | „The Best Part of Loving You”                           | 69                          |                             | Nashville Women                                       |
| 1967 | „Hasta Luego (See You Later)”                           | 41                          |                             | Nashville Women                                       |
| 1967 | „Nashville Women”                                       | 73                          |                             | Nashville Women                                       |
| 1967 | „The Country Music Hall of Fame”                        | 8                           |                             | Country Music Hall of Fame                            |
| 1968 | „Love Song for You”                                     | 40                          |                             | My Love Song for You                                  |
| 1968 | „Everlasting Love”                                      | 57                          |                             | Tylko singiel                                         |
| 1968 | „Lovin' You (The Way I Do)”                             | 62                          |                             | My Love Song for You                                  |
| 1969 | „Where the Blue of the Night Meets the Gold of the Day” | 35                          |                             | Softly                                                |
| 1969 | „Jeannie”                                               |                             |                             | Tylko singiel                                         |
| 1970 | „Please Help Me, I'm Falling” (w/ Danny Davis)          | 68                          |                             | Hank Locklin with Danny Davis and the Nashville Brass |
| 1970 | „Flying South” (z Dannym Davisem)                       | 56                          |                             | Hank Locklin with Danny Davis and the Nashville Brass |
| 1970 | „Bless Her Heart…I Love Her”                            | 68                          |                             | Bless Her Heart…I Love Her                            |
| 1971 | „She's as Close as I Can Get to Loving You”             | 61                          |                             | Mayor of McLellan Florida                             |
| 1971 | „Only a Fool”                                           |                             |                             | Mayor of McLellan Florida                             |
| 1971 | „Softly”                                                |                             |                             | Tylko single                                          |
| 1972 | „Love Has a Mind of Its Own”                            |                             |                             | Tylko single                                          |
| 1972 | „I Forgot to Live Today”                                |                             |                             | Tylko single                                          |
| 1972 | „Goodbye Old Ryman”                                     |                             |                             | Tylko single                                          |
| 1973 | „Before My Time”                                        |                             |                             | Tylko single                                          |
| 1973 | „Jonas P. Jones”                                        |                             |                             | Tylko single                                          |
| 1974 | „Wildwood Flower”                                       |                             |                             | Tylko single                                          |
| 1974 | „Send Me Your Coffee Cup”                               |                             |                             | Hank Locklin                                          |
| 1975 | „Sweetest Mistake”                                      |                             |                             | Hank Locklin                                          |
| 1975 | „Irish Eyes”                                            |                             |                             | Hank Locklin                                          |
| 1976 | „Baby I Need You”                                       |                             |                             | There Never Was a Time                                |
| 1976 | „Daytime Love Affair”                                   |                             |                             | There Never Was a Time                                |
| 1976 | „You Love Me Don'tcha”                                  |                             |                             | There Never Was a Time                                |
| 1977 | „There Never Was a Time”                                |                             |                             | There Never Was a Time                                |